# Nevşehirli Damat İbrahim Pascha

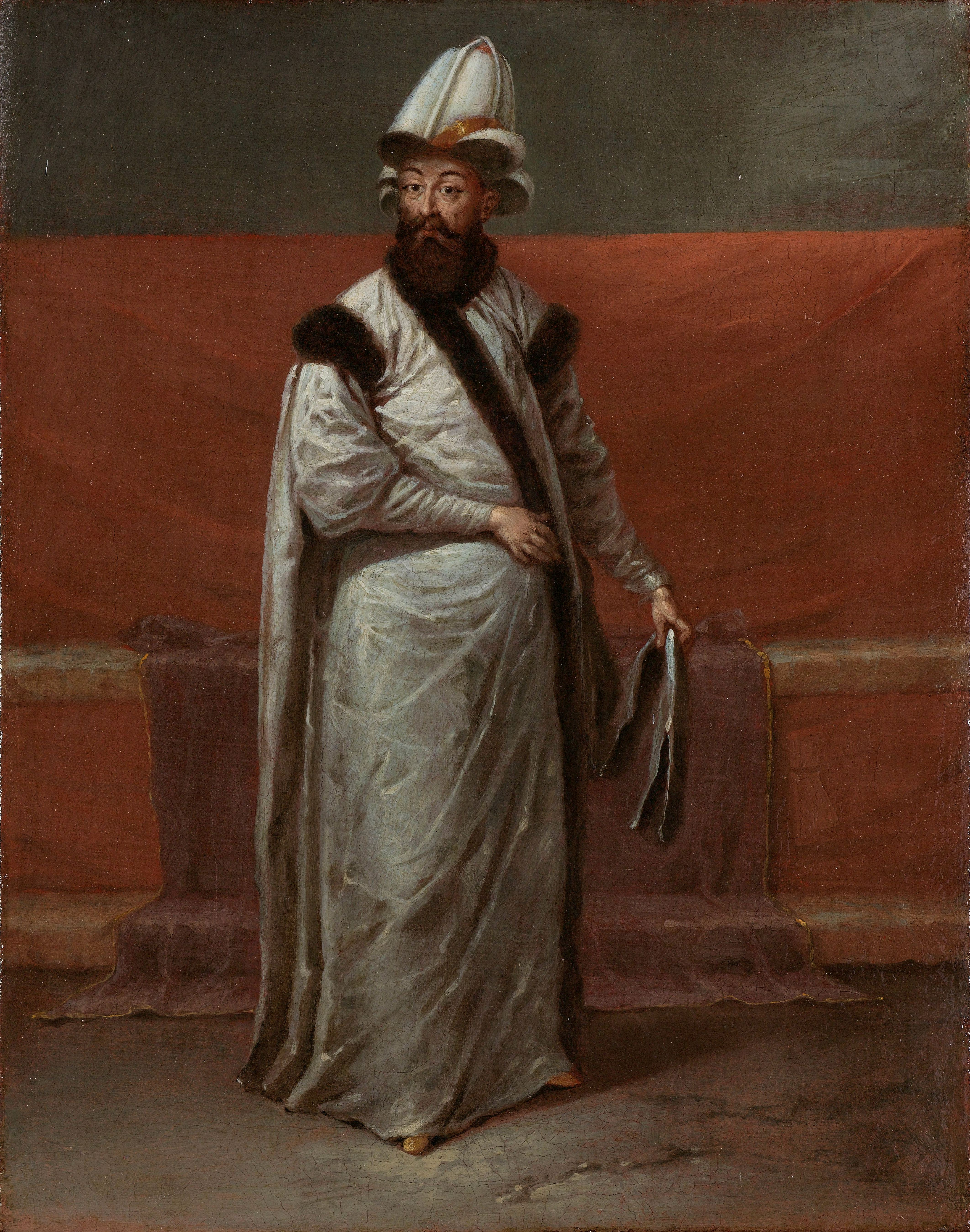
Nevşehirli Damat İbrahim Pascha auf einem Gemälde des Malers Jean Baptiste Vanmour

Nevşehirli Damat İbrahim Pascha (* ca. 1662 in Muşkara, heute Nevşehir; † 1. Oktober 1730 in Konstantinopel) war ein osmanischer Staatsmann und vom 9. Mai 1718 bis zum 1. Oktober 1730 Großwesir des Osmanischen Reiches.
İbrahim Paschas Beiname Nevşehirli bezieht sich auf seinen Heimatort, das damalige mittelanatolische Dorf Muşkara: Während seiner Zeit als Großwesir ließ er es bedeutend ausbauen und mit zahlreichen kulturellen Einrichtungen versehen und gab ihm seinen heutigen Namen Nevşehir („Neustadt“). Den Namenszusatz Damat (türkisch für „Schwiegersohn“) erhielt er, nachdem er 1717 Fatma Sultan, die Tochter Sultan Ahmeds III. geheiratet hatte.
Nevşehirli Damat İbrahim Paschas Regierungszeit ist deckungsgleich mit der so genannten „Tulpenzeit“ (türk.: Lâle devri), die durch kulturelle Blüte und intellektuelle Offenheit, aber auch durch Dekadenz und soziale Ungerechtigkeit gekennzeichnet war. Zu Damat İbrahim Paschas kulturellen Leistungen zählt die offizielle Einführung des Buchdrucks im Osmanischen Reich durch İbrahim Müteferrika im Jahr 1727, die auf seine Initiative hin erfolgte.
Nevşehirli Damat İbrahim Paschas Karriere und Leben endeten im so genannten „Patrona-Halil-Aufstand“ 1730. Die Rebellen machten ihn für die kurz zuvor erfolgte schwere Niederlage der Osmanen im Krieg gegen die Perser unter General Nadir Afschar (dem späteren Nadir Schah) verantwortlich und forderten vom Sultan seine Auslieferung. Zu den Aufständischen zählten auch die Janitscharen, die ohnehin unzufrieden über vorangehende militärische Reformversuche des Großwesirs waren. Da Sultan Ahmed III. sich schließlich gezwungen sah, nachzugeben, wurden İbrahim Pascha sowie einige seiner Vertrauten am 1. Oktober 1730 umgebracht und ihre Leichen an die Aufständischen übergeben. Auch dies konnte allerdings nicht verhindern, dass Ahmed bald darauf abdanken und den Thron an seinen Neffen Mahmud I. übergeben musste.
In der Chronik Tarih-i göynüklü von Göynüklü Ahmed Efendi werden die Ereignisse ausführlich geschildert.